# بيلي لاو
بيلي لاو (بالصينية: 樓南光) هو كاتب سيناريو ومخرج وممثل صيني، ولد في 3 أبريل 1954 بهونغ كونغ في الصين.

## وصلات خارجية
- بيلي لاو على موقع IMDb (الإنجليزية)
- بيلي لاو على موقع ألو سيني (الفرنسية)
- بيلي لاو على موقع ميوزك برينز (الإنجليزية)
- بيلي لاو على موقع أول موفي (الإنجليزية)
- بيلي لاو على موقع قاعدة بيانات الفيلم (الإنجليزية)
- بيلي لاو على موقع كينوبويسك (الروسية)